# Jan Drége
Jan Antoni Drége (ur. 15 marca 1859 w Kole - zm. 23 lipca 1917 w Warszawie) – farmaceuta, menadżer, działacz społeczny.
Z wykształcenia inżynier chemik. Był właścicielem odziedziczonej po ojcu apteki w Kole, a w 1885 roku przeniósł się do Warszawy, gdzie objął posadę dyrektora technicznego w fabryce mydeł Fryderyka Pulsa. Członek Warszawskiego Towarzystwa Farmaceutycznego i Towarzystwa Biblioteki Publicznej w Warszawie (1909-1910), Członek Zarządu Towarzystwa Kursów Naukowych (14 grudnia 1909 - 15 grudnia 1910). Pochowany na cmentarzu ewangelicko reformowanym w Warszawie

## Życie prywatne
Pochodził z rodziny francuskich hugenotów, którzy osiedlili się w Berlinie. Jego ojciec  Jan Konrad Drège (1814–1871) w 1858 roku przeprowadził się do Polski i zawarł związek małżeński z Julią Sokołowską z Warszawy. Ożeniony z Heleną z domu Frandell (1859-1922). Mieli dzieci m.in. geofizyczkę, prowadzącą badania nad magnetyzmem ziemskim Wandę Elżbietę (1887-1965) i znaną w okresie międzywojennym bibliotekarkę Helenę Julię (1888-1957). Ich syn student Wydziału Prawa Uniwersytetu Moskiewskiego Jan Michał Drege (1889-1911) zginął tragicznie 22 sierpnia 1911 podczas wędrówki w Tatrach (zob. Żleb Drège’a).